# Saïd Ahamada
Pour les articles homonymes, voir Ahamada.
Saïd Ahamada, né le 7 novembre 1972 à Saint-Denis (La Réunion), est un homme politique français.
Il est député La République en marche de la 7e circonscription des Bouches-du-Rhône de 2017 à 2022 et porte-parole du groupe LREM de 2019 à 2020.

## Biographie

### Origines familiales et enfance
Né le 7 novembre 1972 à Saint-Denis de La Réunion, il est d'origine comorienne par son père et réunionnaise par sa mère (qu'il définit comme « une yab », les yabs étant « ces Blancs pauvres, sûrement descendants de colons, qui ont tout perdu ou jamais rien gagné »).
Il arrive à Marseille en 1973, son père ayant décidé d'y chercher du travail. La famille s'installe à la cité Félix-Pyat, dans le 3e arrondissement, près du centre de Marseille.  Il fait partie de la Black Tiger Force (BTF), un groupe de rappeurs locaux et il apparaît dans les premiers clips d'IAM ainsi que dans des reportages télévisés sur le hip-hop marseillais.

### Formation et carrière
Diplômé d’un master en finance, il travaille moins de dix ans dans l’accompagnement à la création d’entreprise. Puis il réoriente sa carrière, en postulant par voie de concours dans la fonction publique, et commence une carrière à la Caisse des dépôts et consignations (CDC), puis à un poste de direction générale à la ville d'Avignon.

### Parcours politique
Il commence à s'intéresser à la politique en 1995 après la mort d'un rappeur marseillais, Ibrahim Ali, qu'il connaissait un peu, tué par des colleurs d'affiche du Front national.  Dans les années 2005-2006, il crée avec son ami d'enfance, l'ex rappeur du groupe Uptown et avocat Mourad Mahdjoubi, Avenir Marseille égalité, un think tank des quartiers nord de Marseille. 
Après avoir adhéré au MoDem en 2007, et s'être présenté sous l'étiquette EELV lors des élections législatives de 2012 à Mayotte, Saïd Ahamada devient conseiller d'arrondissement, élu sur la liste de la socialiste Samia Ghali en 2014.
Saïd Ahamada rejoint en 2016 le mouvement En marche. Lors des élections législatives de 2017, qui voient la victoire du parti présidentiel, il est élu député de Marseille, dans la 7e circonscription des Bouches-du-Rhône (circonscription couvrant le tiers central des quartiers nord de la ville), contre une candidate du Front national le 18 juin 2017. Lors de cette élection, il obtient 58,39 % des voix au second tour mais dans une élection marquée par une très forte abstention (17 % de participation). Il devient « le premier député issu de l'immigration comorienne ».
En janvier 2019, il est nommé porte-parole du groupe La République En Marche à l'Assemblée nationale, fonction qu'il occupe jusqu'aux élections municipales de 2020.
Candidat à l'investiture de LREM pour la mairie de Marseille en vue des élections municipales de 2020, Saïd Ahamada rallie le candidat finalement choisi par son parti, Yvon Berland, après avoir envisagé l'idée d'une candidature dissidente,,.
Tout en restant membre de La République en marche, il rejoint le parti Territoires de progrès en 2020, avant d'intégrer son Comité exécutif, à la suite du Congrès de Bordeaux d'octobre 2021.
Dans le cadre de l'élection présidentielle pour 2022, Saïd Ahamada est présenté comme le « pilote » de la campagne d'Emmanuel Macron à Marseille. Aux élections législatives de juin 2022, il est battu au premier tour, en terminant troisième derrière les candidats Sébastien Delogu (NUPES) et Arezki Selloum (Rassemblement national), avec 15,79% des voix dans la 7e circonscription des Bouches-du-Rhône. Ses adversaires politiques attribuent son échec davantage à la politique d'Emmanuel Macron. Il appelle au second tour à faire battre le candidat RN.

### Prises de position

#### Affaires maritimes et ports
À l'Assemblée nationale, Saïd Ahamada est membre de la commission des Finances, de l'Économie générale et du Contrôle budgétaire, au sein de laquelle il est rapporteur spécial du budget des affaires maritimes et des ports. À ce titre, il demande au grand port maritime de Marseille de limiter l'accueil des paquebots.

#### Politique de la ville et égalité des chances
Engagé sur le thème de la politique de la ville, tout en étant critique sur son bilan, Saïd Ahamada a créé en début de mandat un groupe de travail parlementaire sur ce sujet, réunissant 60 députés pour la plupart élus ou issus des quartiers populaires.
En mars 2021, il est chargé par Jean Castex d'une mission interministérielle sur « l'égalité des chances vue sous l'angle de l'équité territoriale ». Saïd Ahamada remet son rapport à Matignon, le 19 juillet 2021, en présence des ministres Élisabeth Moreno, Jacqueline Gourault et Nadia Hai, recevant un accueil favorable de la part du Premier ministre. Dans son rapport, il formule 18 propositions sur différents champs de politiques publiques, aussi bien sur le logement social, les transports, l'automatisation du versement des aides sociales, ou encore le soutien aux associations.
En matière d'urbanisme et de mixité sociale, il défend la loi SRU[source insuffisante] et a fait adopter un amendement à l'Assemblée nationale, visant à acter l'application de cette loi par arrondissement à Paris, Lyon et Marseille,,.

#### Marseille et trafics de drogue
Saïd Ahamada dénonce la « ghettoïsation » de Marseille, s'agissant notamment du réseau de transports en commun. Avant le déplacement dans la cité phocéenne du président de la République Emmanuel Macron, en septembre 2021, il appelle à un rééquilibrage en faveur des quartiers Nord et Est de la ville, afin que ces territoires puissent bénéficier du même niveau de services publics que le reste de la ville.

#### Crise sanitaire de laCovid-19
Lors de la crise épidémique, Saïd Ahamada soutient la politique du gouvernement et du ministre Jean-Michel Blanquer, lorsqu'il s'oppose à la fermeture des écoles, craignant une recrudescence du décrochage scolaire. S'agissant des événements sportifs, le député marseillais se déclare favorable à une « jauge proportionnelle » de spectateurs dans les stades.
Par ailleurs, Saïd Ahamada parvient à obtenir une rallonge budgétaire de l'État pour garantir la poursuite de l'aide alimentaire aux plus démunis à Marseille durant la crise sanitaire.

## Décorations
- Médaille d'honneur de l'engagement ultramarin, échelon argent (2024)[31].
- Chevalier de l'Ordre National du Mérite (2024)[réf. nécessaire]